# Broadwood & Sons

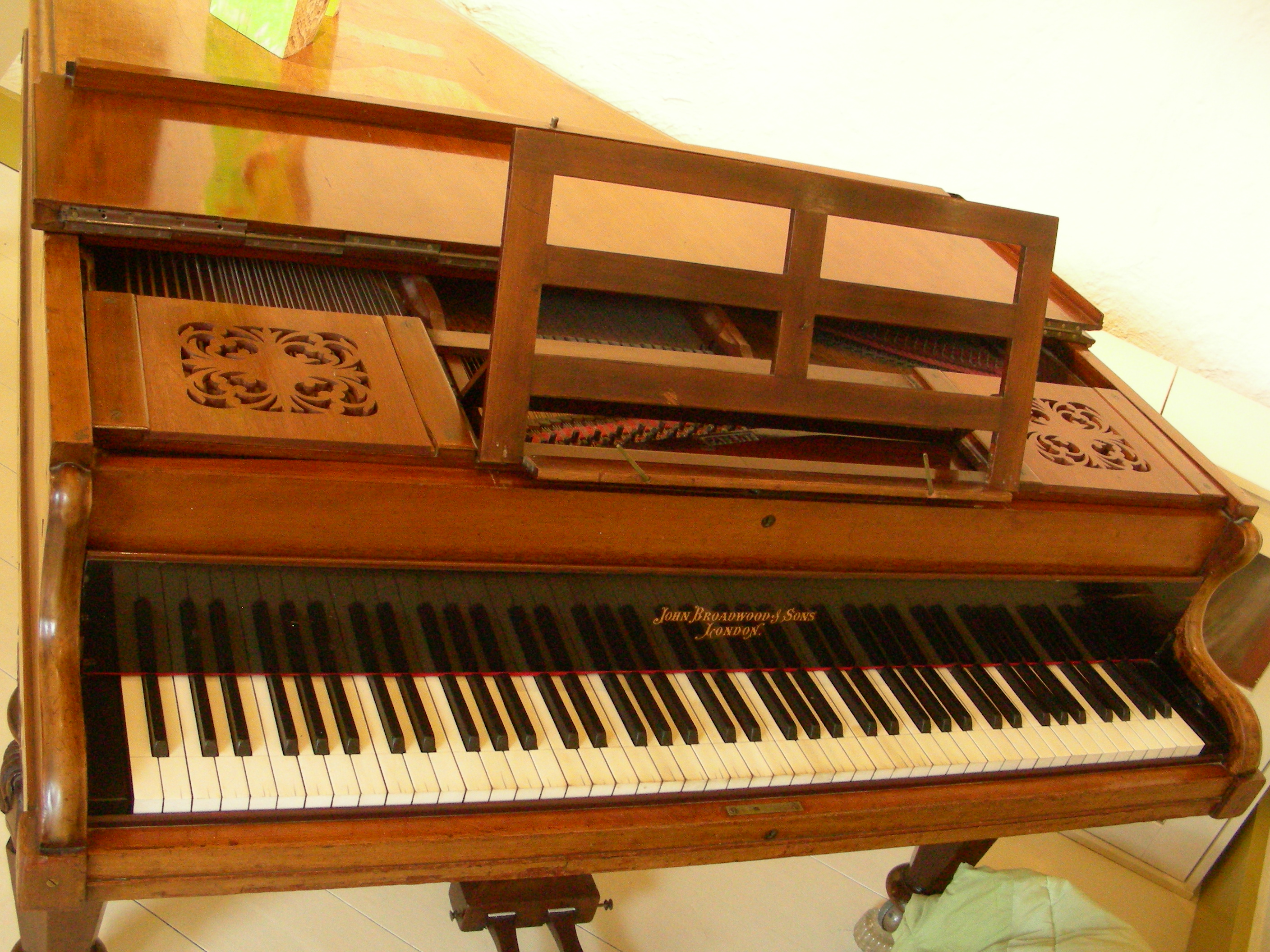
Broadwood vleugel (uit ca. 1840)

Broadwood & Sons is een in 1728 gestichte Engelse pianofabriek. Het is de oudste nog bestaande pianofabriek ter wereld.

## Geschiedenis
De in Zwitserland geboren Burkhard Tschudi (1702-1773) (ook wel Shudi genoemd) was zoon van een houtbewerker en verhuisde in 1718 naar Londen waar hij op 16-jarige leeftijd in de klavecimbelwerkplaats van Hermann Tabel in Soho begon te werken. Tabel had zijn vaardigheden geleerd in de Antwerpse werkplaats van de familie Ruckers, de bekendste 17e-eeuwse klavecimbelbouwers. Van deze Tabel is ook bekend dat hij de bekende 18e-eeuwse klavecimbelbouwer Jacob Kirkman had opgeleid.

### Oprichting fabriek
Tschudi stichtte zijn eigen fabriek in Londen in 1728 en bouwde aanvankelijk klavecimbels. Zo bouwde hij in 1730 een klavecimbel voor Händel, en vanaf 1740 allerhande instrumenten voor de Engelse adel en koninklijke familie.
In 1761 kwam de uit Schotland afkomstige John Broadwood (1732-1812) naar Londen. Broadwood was afkomstig uit Oldhamstocks ten zuiden van Edinburgh en wilde zijn geluk beproeven in de grote stad. Zijn ouders waren ook timmerlieden.
In 1765 bezocht de toen 9-jarige Wolfgang Amadeus Mozart Londen, en bespeelde een klavecimbel dat door Tschudi was gebouwd.

### Broadwood treedt toe
John Broadwood trouwde in 1769 met Tschudi's dochter Barbara, en trad in 1770 tot de firma toe en nam de leiding over van de fabriek. In 1771 werd begonnen met de bouw van hammerklavieren (met een zogeheten Engels mechaniek).
John Broadwood werkte samen met een andere Schot, namelijk Robert Stodart, en met de Nederlander Americus Backers. Ze wilden een piano ontwerpen die in de kast van een klavecimbel paste. Dit was de oorsprong van de moderne vleugel. Ze slaagden hier in in 1777 en de eerste hammerklavieren waren geboren.

### Hammerklavieren
Deze hammerklavieren hadden een voor die tijd bijzonder krachtige toon. Vanaf 1795 kreeg de fabriek de naam 'Broadwood & Sons'. Het is bekend dat Joseph Haydn in 1795 een Broadwood hammerklavier kocht. Ook Ludwig van Beethoven had sinds 1817 een hammerklavier van Broadwood & Sons.

### Export
Vanaf 1774 exporteerde de fabriek van Shudi & Broadwood naar Rusland, Denemarken, Portugal, Italië, Frankrijk, West-Indië, en Amerika (waar  John Jacob Astor de dealer was).
in 1783 patenteerde Broadwood verschillende verbeteringen in de piano, met name de koperen onderdemper die de tafelpiano's veel stabieler maakte, en het Engelse 'double action'-mechaniek, waarbij de toets de snaar via een extra onder-hamer aanslaat. Dit mechaniek maakte repeteren van een toets veel makkelijker.
In het jaar 1784 maakte Broadwood meer piano's dan klavecimbels. Hij verkocht dat jaar 38 klavecimbels en 133 piano's. Hiermee was zijn productie in 12 jaar vertienvoudigd. In 1793 werd het laatste klavecimbel vervaardigd, en richtte de productie zich louter nog op piano's en vleugels. In het Geelvinck-Hinlopen Huis stond een tafelpiano, zonder poten maar op een onderstel, gemaakt door de firma Broadwood in 1803.

### Vernieuwingen

Broadwood-mechaniek

In de periode vanaf circa 1780 voerde Broadwood vele vernieuwingen en patenten door die de piano beter maakten. Het klavier werd vergroot van 5 tot 6 octaven, de brug werd gesplitst in een bas- en discantgedeelte, waardoor de sonore klank beter werd, en het pedaal werd gepatenteerd. Rond 1820 werd het metalen frame toegevoegd, en gedurende de hele 19e eeuw werden zeer veel instrumenten vervaardigd. Ook diverse artiesten, zoals Chopin, kochten de instrumenten en speelden erop gedurende concertreizen. De fabriek kwam in handen van de zoons en kleinzoons van Broadwood. In 1842 lag de productie op 2500 piano's per jaar.
In 1902 verhuisde de fabriek naar Old Ford in Hackney en tussen 1902 en 1910 werden ook pianola's geproduceerd.

### Vliegtuigen
Gedurende de Eerste Wereldoorlog werd de fabriek omgebouwd tot vliegtuigfabriek. Daarbij zouden pianosnaren zijn gebruikt om de dubbele vleugels van de eerste vliegtuigen met elkaar te verbinden.
Het interbellum (1919-1939) was een moeilijke periode. De firma Broadwood splitste op in een pianofabriek en een grammofoonfabriek. De productie van piano's verhuisde naar Hendon. Een nieuwe onafhankelijke fabriek op kleine schaal werd in 1939 geopend in Acton, onder leiding van Evelyn Broadwood.

### Huidig bedrijf
Na de Tweede Wereldoorlog zette de fabriek zijn productie voort en in 1978 werd de 250e verjaardag van de fabriek groots gevierd met een concert op de South Bank, waar Malcolm Binns op 5 instrumenten speelde uit de periode van 1787 tot 1978.
Einde van het bedrijf valt samen met het einde van Whelpdale, Maxwell & Codd Ltd. London in 2003.

## Serienummers en naamgeving
De piano's hebben allemaal een serienummer waaraan de ouderdom kan worden afgelezen. In 1932 werd het 250000e instrument gebouwd. In de onderstaande tabel staat onder welke naam de instrumenten werden geproduceerd.
- 1782 John Broadwood
- 1794 John Broadwood & Son
- 1808 John Broadwood & Sons
- 1901 John Broadwood & Sons Ltd